# Saint-Médard-d'Eyrans
Saint-Médard-d'Eyrans è un comune francese di 2 849 abitanti situato nel dipartimento della Gironda nella regione della Nuova Aquitania.

## Società

### Evoluzione demografica
Abitanti censiti